# فرق‌سر پایین
فرق‌سر پایین، روستایی از توابع بخش مرکزی شهرستان مراوه تپه در استان گلستان ایران است.

## جمعیت
این روستا در دهستان پالیزان قرار دارد و براساس سرشماری مرکز آمار ایران در سال ۱۳۸۵، جمعیت آن ۷۹۶ نفر (۱۲۹خانوار) بوده‌است.